# Maestro United Zambia FC
Maestro United Zambia Football Club is een voetbalclub in Zambia, opgericht in 2007 in Mazabuka. De club werd opgericht onder de naam '' Manchester United Zambian Academy FC '' en veranderde in 2019 naar de huidige clubnaam. De bijnaam van Maestro United Zambia F.C. is ''The Elegant Dynamites'', de naam van de club zelf wordt in Zambia vaak afgekort naar MUZA FC.
De club speelt hun thuiswedstrijden in het Nakambala stadion, dat plaatst biedt aan 5.000 toeschouwers.

## Geschiedenis

### Geschiedenis
De club promoveerde voor het eerst naar deZambia Super League in 2019, maar degradeerde na één seizoen. De club keerde terug naar de Super League en behaalde in het seizoen 2022-23 een indrukwekkende tweede plaats, waarmee zij zich kwalificeerden voor de CAF Confederation Cup, een belangrijke continentale competitie in Afrika

### Deelname aan Continentale Competities
De club debuteerde in de CAF Confederation Cup door Cano Sport uit Equatoriaal-Guinea met een totale score van 4-1 te verslaan.